# Sekretne życie zwierzaków domowych 2
Sekretne życie zwierzaków domowych 2 (ang. The Secret Life of Pets 2) – amerykański film animowany z 2019 roku.
Sequel Sekretne życie zwierzaków domowych z 2016 roku, a kontynuacja jest w rozwoju.

## Fabuła
Jakiś czas po wydarzeniach z pierwszego filmu, właścicielka Maxa i Duke’a, Katie, wychodzi za mąż za mężczyznę o imieniu Chuck i ma syna Liama, którego Max początkowo nie pochwala z powodu swojej szorstkiej gry, ale ostatecznie łagodzi swój stosunek do niego. Później, nadopiekuńczy stosunek Maxa do Liama przekształca się w swędzenie, które skłania Katie do zdobycia od weterynarza kołnierza dla psa, aby zmniejszyć objawy. Szczęście Maxa zmienia się, gdy Duke ujawnia, że rodzina wybiera się w podróż poza miasto.
Kiedy rodzina Maxa i Duke’a dociera do farmy należącej do wuja Chucka, Max okazuje się nieprzystosowany do zwyczajów farmy, w tym miejscowego owczarka Koguta. Po incydencie z owcami na farmie Kogut zabiera Maxa i znajduje jedną z zaginionych owiec, która uciekła. Nauki Koguta i zachęta dla Maxa o zachowaniu się nieustraszonym skłaniają Maxa do pomyślnego odzyskania owiec. Kogut pozwala Maxowi zostać z nim na noc. Przed wyjazdem Kogut daje Maxowi jedną ze swoich chusteczek na pamiątkę.
Zanim Max odszedł, powierzył Gidget swoją ulubioną zabawkę, Pana Bzyka. Niestety Gidget traci ją w zaatakowanym przez kota mieszkaniu należącym do kociej damy. Otrzymuje lekcje, jak być kotem od Chloe, Mela, Buddy’ego i Dzióbka, aby łatwiej zakraść się do mieszkania. Z pomocą Normana skutecznie odnajduje Pana Bzyka i przypadkowo zostaje okrzyknięta „królową kotów”.
Tymczasem Chloe i Tuptuś spotykają Shih Tzu Daisy, która wyjaśnia, że potrzebuje Tuptusia, aby pomóc jej w uratowaniu białego tygrysa o imieniu Hu, którego poznała podczas lotu z powrotem do domu, w niewoli nadużywającego właściciela cyrku Siergieja. Daisy i Tuptuś wkradają się i znajdują cyrk, w którym jest Hu. Z trudem czarnych wilków Siergieja uwalniają Hu z cyrku. Jednak w upale ucieczki Daisy przypadkowo upuszcza klips z kwiatem, którego wilki używają do jej wyśledzenia.
Ona i Tuptuś zabierają go najpierw do mieszkania Dziadka. Niechętnie pozwala Hu najpierw tam zamieszkać, ale z powodu jego zniszczenia mieszkania, Hu zostaje wyrzucony i przeniesiony do mieszkania Maxa i Duke’a. Mniej więcej w tym samym czasie rodzina wraca z podróży. Siergiej i jego wilki tropią Daisy i chwytają Hu i Daisy. Siergiej ucieka pociągiem jadącym do cyrku, w którym ścigają Tuptuś, Max i Norman, kontaktując się z Gidget w celu uzyskania pomocy w pościgu. Gidget i koty zabierają właściciela w jej samochodzie, w pogoni za pociągiem.
Max i Tuptuś pokonują wilki i małpkę Siergieja, uwalniając odpowiednio Hu i Daisy. Max, wykorzystując swoją nową odwagę, którą dał mu Kogut, skutecznie infiltruje lokomotywę pociągową, w której znajduje się Siergiej. Reszta zwierząt idzie i wyrzuca go z pociągu. Ale zanim zostali zastrzeleni przez Siergieja, Gidget wraz z Chloe, Melem, Buddy'm, Duke'm, znokautowali go samochodem i zaoferowali zwierzętom powrót do domu. Życie wraca normalnie, a rodzina Maxa i Duke’a żegna się z Liamem, gdy wchodzi do pierwszego dnia przedszkola, a Hu zamieszkuje w nowym domu z kotką.
W scenie o środkowych kredytach Tuptuś rapuje do „Pandy”, która trwa tylko przez chwilę, zanim jego właścicielka, Molly, wchodzi do pokoju, w którym się znajduje.

## Wersja polska
- Wersja polska: Start International Polska
- Reżyseria: Marek Robaczewski
- Dialogi polskie: Bartosz Wierzbięta
- Dźwięk i montaż: Renata Gontarz
- Kierownictwo produkcji: Dorota Nyczek
- W wersji polskiej udział wzięli:

- Tomasz Borkowski – Max
- Paweł Krucz – Tuptuś
- Monika Węgiel – Daisy
- Jakub Wieczorek – Duke
- Agnieszka Mrozińska – Bridget
- Mirosław Zbrojewicz – Kogut
- Jan Aleksandrowicz-Krasko – Sergiej
- Zofia Zborowska – Chloe
- Cezary Kwieciński – Dziadek
- Katarzyna Łaska – Katie
- Szymon Roszak – Chuck
- Karol Wróblewski – Budek
- Grzegorz Kwiecień – Mel
- Krzysztof Szczepaniak – Norman
- Joanna Pach-Żbikowska – Księżniczka
- Antonina Żbikowska – Molly
- Julia Szydłowska – Liam

## Produkcja
W sierpniu 2016 r. Ogłoszono kontynuację z reżyserem Chrisem Renaudem, producentami Chrisem Meledandrim i Janet Healy oraz pisarzem Brianem Lynchem; film został wydany 28 czerwca 2019 r. Louis CK został zastąpiony przez Pattona Oswalta.

## Odbiór

### Box office
Budżet filmu jest szacowany na 80 milionów dolarów. W Stanach Zjednoczonych i w Kanadzie film zarobił ponad 152,3 mln USD. W innych krajach przychody wyniosły ponad 167 mln, a łączny przychód ponad 319 mln dolarów.

### Krytyka w mediach
Film spotkał się z mieszaną reakcją krytyków. W serwisie Rotten Tomatoes 59% ze 138 recenzji jest pozytywne, a średnia ocen wyniosła 5,7/10. Na portalu Metacritic średnia ocen z 27 recenzji wyniosła 55 punktów na 100.